# 宮城弘明
宮城 弘明（みやぎ ひろあき、1962年6月16日 - ）は、神奈川県横浜市鶴見区出身の元プロ野球選手（投手）、政治活動家。

## 来歴・人物
横浜市でラーメン店を営む家庭に生まれ、野球好きの父によって左投げに矯正される。鶴見中学校3年生の時に2人のプロ野球選手から三振を奪い、10校以上の野球部から勧誘を受けて横浜商業高へ進学。
高校進学後は基礎体力作りに努め、高校2年生の1979年には、夏の県大会決勝で横浜高の愛甲猛との投げ合いを制し、同校を41年ぶりの夏の選手権出場へ導いた。しかし試合後に左肩に激痛を感じ、香川伸行とともに大会を代表する選手に挙げられていた本大会では、変化球主体の投球で準決勝まで勝ち進むも、石井毅、嶋田宗彦のバッテリーを擁する箕島高に惜敗。同年の秋季県大会準決勝でも横浜高の愛甲に投げ勝つが、関東大会1回戦で八千代松陰高に敗退し春の選抜出場を逸する。翌1980年夏の県大会では4回戦で桐蔭学園に敗れ、自身の登板は13イニングにとどまっている。
プロ入り志望を表明すると地元に近いロッテオリオンズなど11球団のスカウトが実家に訪れ、1980年のプロ野球ドラフト会議でヤクルトスワローズから3位指名を受け入団。193cmの長身から「ジャンボ」の愛称で親しまれた。
1983年には開幕一軍入りを果たしているが、翌年春より左ひじに水がたまる症状が現れるも、ごまかしながら投げ続けた結果、さらに翌年1985年、両手で顔が洗えないほど状態が悪化した。
1987年オフにヤクルトを自由契約になり、横浜大洋ホエールズの入団テストを受けたが不合格となる。
渡韓に反対する親戚を説得して韓国球界に挑戦し、当時の韓国球界はコーチを除き在日コリアンでなければ入団することができなかったため、スカウトが在日コリアンと偽り、ピングレ・イーグルスに入団した。実質、初の「在日コリアンではない日本人選手」となった。 韓国での登録名は金弘明（キム・ホンミョン、김홍명）。すぐに主戦となって二戦目で勝利を挙げると、同年は先発ローテーションに一年間定着して156イニングを投げて自身初の体験に充実感を得たという。ハングルを覚えるなど韓国での生活に徐々になじんでいったが成績が上がらないこともあり、帰国を決めた1992年に現役を引退した。
帰国後は知人の紹介で江本孟紀の私設秘書となり、1996年4月に地元選出の石渡清元の秘書となっている。その後小林温の秘書などを歴任。
2003年、横浜市議会議員選挙に鶴見区選挙区から自民党公認で出馬するも落選。
2007年からは社会人野球クラブチーム『千葉熱血MAKING』のヘッドコーチに就任。また、これと並行する形でNPO法人「つばめスポーツ振興協会」（ヤクルト球団OB会）での野球教室の講師も担当している。

## 詳細情報

### 年度別投手成績
| 年 度    | 球 団    | 登 板 | 先 発 | 完 投 | 完 封 | 無 四 球 | 勝 利 | 敗 戦 | セ 丨 ブ | ホ 丨 ル ド | 勝 率 | 打 者 | 投 球 回 | 被 安 打 | 被 本 塁 打 | 与 四 球 | 敬 遠 | 与 死 球 | 奪 三 振 | 暴 投 | ボ 丨 ク | 失 点 | 自 責 点 | 防 御 率 | W H I P |
| -------- | -------- | ----- | ----- | ----- | ----- | -------- | ----- | ----- | -------- | ----------- | ----- | ----- | -------- | -------- | ----------- | -------- | ----- | -------- | -------- | ----- | -------- | ----- | -------- | -------- | ------- |
| 1983     | ヤクルト | 18    | 1     | 0     | 0     | 0        | 0     | 0     | 0        | --          | ----  | 142   | 28.2     | 29       | 3           | 30       | 1     | 0        | 25       | 2     | 0        | 24    | 24       | 7.53     | 2.06    |
| 1984     | ヤクルト | 3     | 2     | 0     | 0     | 0        | 0     | 3     | 0        | --          | .000  | 36    | 8.0      | 9        | 3           | 4        | 0     | 0        | 5        | 0     | 0        | 8     | 7        | 7.88     | 1.63    |
| 1985     | ヤクルト | 4     | 0     | 0     | 0     | 0        | 0     | 0     | 0        | --          | ----  | 29    | 6.0      | 4        | 1           | 8        | 1     | 0        | 6        | 0     | 0        | 3     | 3        | 4.50     | 2.00    |
| 1988     | ピングレ | 24    | 22    | 7     | 1     | --       | 8     | 13    | 0        | --          | .381  | 656   | 151.2    | 158      | 8           | 72       | 6     | 4        | 61       | 3     | 1        | 75    | 72       | 4.27     | 1.52    |
| 1989     | ピングレ | 23    | 20    | 5     | 0     | --       | 6     | 8     | 0        | --          | .429  | 552   | 125.2    | 119      | 7           | 63       | 3     | 6        | 78       | 0     | 0        | 65    | 56       | 4.01     | 1.45    |
| 1990     | ピングレ | 34    | 20    | 0     | 0     | --       | 8     | 3     | 0        | --          | .727  | 493   | 112.0    | 106      | 5           | 64       | 5     | 1        | 49       | 1     | 0        | 54    | 42       | 3.38     | 1.52    |
| 1991     | ピングレ | 19    | 8     | 0     | 0     | --       | 3     | 3     | 0        | --          | .500  | 269   | 55.1     | 76       | 4           | 32       | 3     | 4        | 34       | 0     | 0        | 42    | 36       | 5.86     | 1.95    |
| 1992     | ピングレ | 19    | 8     | 0     | 0     | --       | 5     | 4     | 0        | --          | .556  | 275   | 61.0     | 69       | 7           | 32       | 1     | 0        | 30       | 2     | 0        | 47    | 43       | 6.34     | 1.66    |
| NPB：3年 | NPB：3年 | 25    | 3     | 0     | 0     | 0        | 0     | 3     | 0        | --          | .000  | 207   | 42.2     | 42       | 7           | 42       | 2     | 0        | 36       | 2     | 0        | 35    | 34       | 7.17     | 1.97    |
| KBO：5年 | KBO：5年 | 119   | 78    | 12    | 1     | --       | 30    | 31    | 0        | --          | .492  | 2245  | 505.2    | 528      | 31          | 263      | 18    | 15       | 252      | 6     | 1        | 283   | 249      | 4.43     | 1.56    |

### 背番号
- 40 （1981年 - 1987年）
- 31 （1988年 - 1992年）

### 記録
- 初登板：1983年4月13日、対読売ジャイアンツ2回戦（明治神宮野球場）、5回裏1死に3番手として救援登板、2/3回無失点
- 初奪三振：1983年4月24日、対読売ジャイアンツ5回戦（後楽園球場）、6回裏に槙原寛己から
- 初先発：1983年8月25日、対阪神タイガース19回戦（明治神宮野球場）、3回4失点
- 初本塁打：1983年10月15日、対阪神タイガース25回戦（阪神甲子園球場）、7回表1死無走者で野村収から

### 登録名
- 宮城 弘明 （みやぎ ひろあき、1981年 - 1987年）
- 金 弘明 （キム・ホンミョン、1988年 - 1992年）